# 195 TCN
Năm 195 TCN là một năm trong lịch Julius. 

## Mất
Hán Cao Tổ Lưu Bang, Hoàng đế đầu tiên của nhà HánLỗi: không có tên trang được chỉ định (trợ giúp).